# Hyparrhenia
Hyparrhenia es un género de plantas herbáceas de la familia de las poáceas. Es originario de África.

## Descripción
La mayoría son nativas de África tropical, algunas se pueden encontrar en zonas cálidas templadas en Eurasia. Son gramíneas anuales y perennes. La inflorescencia surge como dobles espigas de espiguillas en parejas.
Son plantas perennes, cespitosas. Hojas con lígula membranosa, obtusa o truncada, denticulada, glabra. Inflorescencia en panícula, compuesta por varios pares de racimos, parcialmente envueltos por vainas espatiformes. Espiguillas geminadas, articuladas por debajo de las glumas, ligeramente comprimidas dorsiventralmente, desiguales; la inferior de cada pareja sentada, con 1 flor inferior reducida a la lema y otra superior hermafrodita; la superior pedunculada, con 1 flor inferior reducida a la lema y otra superior masculina. Glumas más largas que las flores, subiguales; la inferior con 7-11 nervios y 2 quillas; la superior trinervada. Lema de las flores hermafroditas con arista terminal 1-2 veces geniculada; la de las flores masculinas mútica. Pálea muy reducida o ausente. Lodículas glabras. Androceo con 3 estambres. Cariopsis con embrión de c. 1/3 de su longitud.

## Taxonomía
El género fue descrito por Andersson ex E.Fourn. y publicado en Mexicanas Plantas 2: 51, 67. 1886. La especie tipo es: Hyparrhenia foliosa (Kunth) Andersson ex E. Fourn. 
Etimología
Hyparrhenia: nombre genérico que deriva del griego hypo = (bajo) y arrhen = (masculino), en alusión a que las espiguillas masculinas solo se encuentran en las bases del racimo.
Citología
El número de cromosomas es de : x = 10 y 15. 2n = 20, 30, 40, 44, 45, y 60. 2, 4, y 6 ploides. Nucleolos persistentes.

## Especies
| - Hyparrhenia anthistirioides - Hyparrhenia barteri - Hyparrhenia bracteata - Hyparrhenia buchananii - Hyparrhenia claessensii - Hyparrhenia confinis - Hyparrhenia cymbaria - Hyparrhenia diplandra - Hyparrhenia dissoluta - Hyparrhenia dregeana - Hyparrhenia filipendula | - Hyparrhenia finitima - Hyparrhenia hirta (L.) Stapf. - Hyparrhenia lintonii - Hyparrhenia papillipes - Hyparrhenia pilgeriana - Hyparrhenia poecilotricha - Hyparrhenia quarrei - Hyparrhenia rufa - Hyparrhenia ruprechtii - Hyparrhenia snowdenii C. E. Hubb. - Hyparrhenia subplumosa |